# Evarcha praeclara-aff
Evarcha praeclara-aff är en spindelart som beskrevs av Prószynski 1984. Evarcha praeclara-aff ingår i släktet Evarcha och familjen hoppspindlar. Inga underarter finns listade i Catalogue of Life.